# Riley Hatch
Pour les articles homonymes, voir Hatch.
Riley Hatch, parfois crédité William Riley Hatch, né à Cleveland dans l'Ohio (États-Unis) le  2 septembre 1862, et mort à Bay Shore, dans l'île Long Island le 6 septembre 1925, est un acteur de théâtre et du cinéma muet américain.

## Biographie
Hatch a fait ses débuts à Broadway dans The Burgomaster (1900) ; sa dernière apparition à Broadway a eu lieu dans The Nervous Wreck (1923). 
Il est apparu dans des films tels que At Shiloh (1913), The City (1916), A Case at Law (1917), Âme de juge, cœur de père (1917), Eve's Daughter (1918), Les Périls de l'ignorance (1921) et Zaza (1923).
Le 6 septembre 1925, Hatch meurt à 63 ans d'une maladie cardiaque à son domicile de Long Island. 

## Filmographie
- 1914 : The Ghost de Frank Powell : Ezra Whitten, le père
- 1914 : Les Mystères de New York (The Exploits of Elaine) de Louis Gasnier et George B. Seitz : le père d'Elaine
- 1917 : Âme de juge, cœur de père (The Law of the Land) de Maurice Tourneur : l'inspecteur Cochrane
- 1917 : A Case at Law de Arthur Rosson : Saunders
- 1917 : La Cigarette révélatrice (The Lone Wolf) de Herbert Brenon : De Moriban
- 1918 : From Two to Six de Albert Parker : le détective de l'hôtel
- 1918 : Le Petit Démon du village (Peck's Bad Girl) de Charles Giblyn : Adam Raskell
- 1919 : Les Dents du tigre (The Teeth of the Tiger) de Chester Withey : Alexandre Mazeroux
- 1921 : Le Douzième Juré (Nobody) de Roland West : le juré grincheux
- 1921 : Les Périls de l'ignorance (Sheltered Daughters) de Edward Dillon : Jim Dark, le père de Jenny
- 1923 : Zaza de Allan Dwan : Rigault
- 1923 : Patricia (Little Old New York) de Sidney Olcott
- 1923 : West of the Water Tower de Rollin S. Sturgeon : Cod Dugan
- 1924 : Pour l'indépendance (America) de D. W. Griffith : Joseph Brant
- 1925 : Le Démon de minuit (Night Life of New York) de Allan Dwan : William Workman
- 1925 : L'École des mendiants (The Street of Forgotten Men) de Herbert Brenon : Diamond Mike